# Meigui
Meigui (kinesiska: 玫瑰镇, 玫瑰) är en köping i Kina. Den ligger i provinsen Shandong, i den östra delen av landet, omkring 72 kilometer sydväst om provinshuvudstaden Jinan. Antalet invånare är 35598. Befolkningen består av 18 187 kvinnor och 17 411 män. Barn under 15 år utgör 14,0 %, vuxna 15-64 år 70 %, och äldre över 65 år 14,0 %.
Genomsnittlig årsnederbörd är 861 millimeter. Den regnigaste månaden är juli, med i genomsnitt 255 mm nederbörd, och den torraste är januari, med 5 mm nederbörd.